# Robert Chesebrough

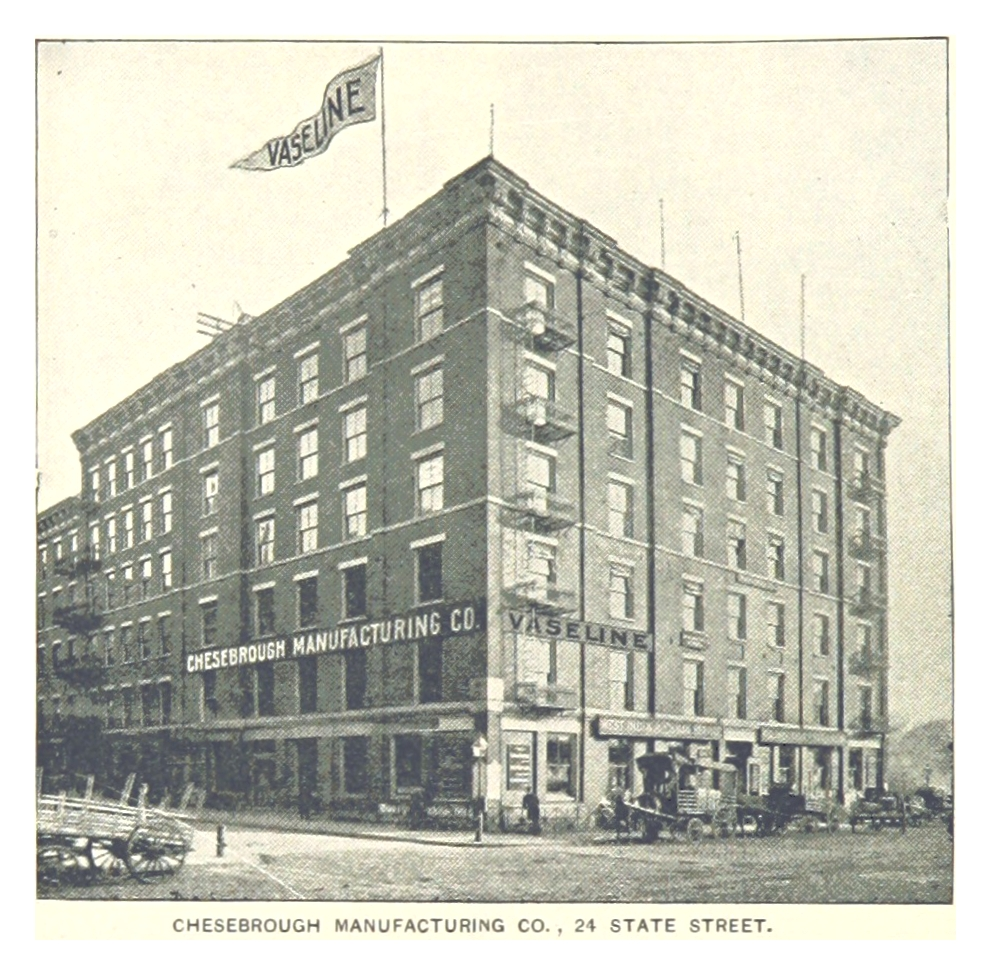
Der Firmensitz Chesebroughs in New York City, 24 State Street (um 1890)

Robert Augustus Chesebrough (* 9. Januar 1837; † 8. September 1933) war ein in Großbritannien geborener US-amerikanischer Chemiker, der das Petroleum-Gelee, bekannt unter dem Markennamen Vaseline, erfand.
Er begann seine Karriere in Brooklyn, New York mit der Destillation von Petroleum aus dem Tran von Pottwalen. Die Entdeckung von Petroleum  in Titusville (Pennsylvania) machte seine Arbeit obsolet. Er ging um 1859 nach Titusville, um nach neuen Materialien aus dem Brennstoff zu forschen.
1870 eröffnete er seine erste Fabrik in Brooklyn.
1875 gründete er die Chesebrough Manufacturing Company, deren Präsident er bis 1909 war, sie begann mit der Produktion vom Petroleum. Am 4. Juni 1872 war ihm sein erstes Patent auf Vaseline erteilt worden. Ab 1881 konzentrierte das Unternehmen die Produktion auf Vaseline. Von seinem Posten als Präsident der Gesellschaft zog er sich 1908 zurück. Bestattet ist er auf dem Woodlawn Cemetery.